# Wawa (Unternehmen)
Wawa [wɑːwɑː] ist eine US-amerikanische Kette von Convenience Shops und Tankstellen an der Ostküste der USA.

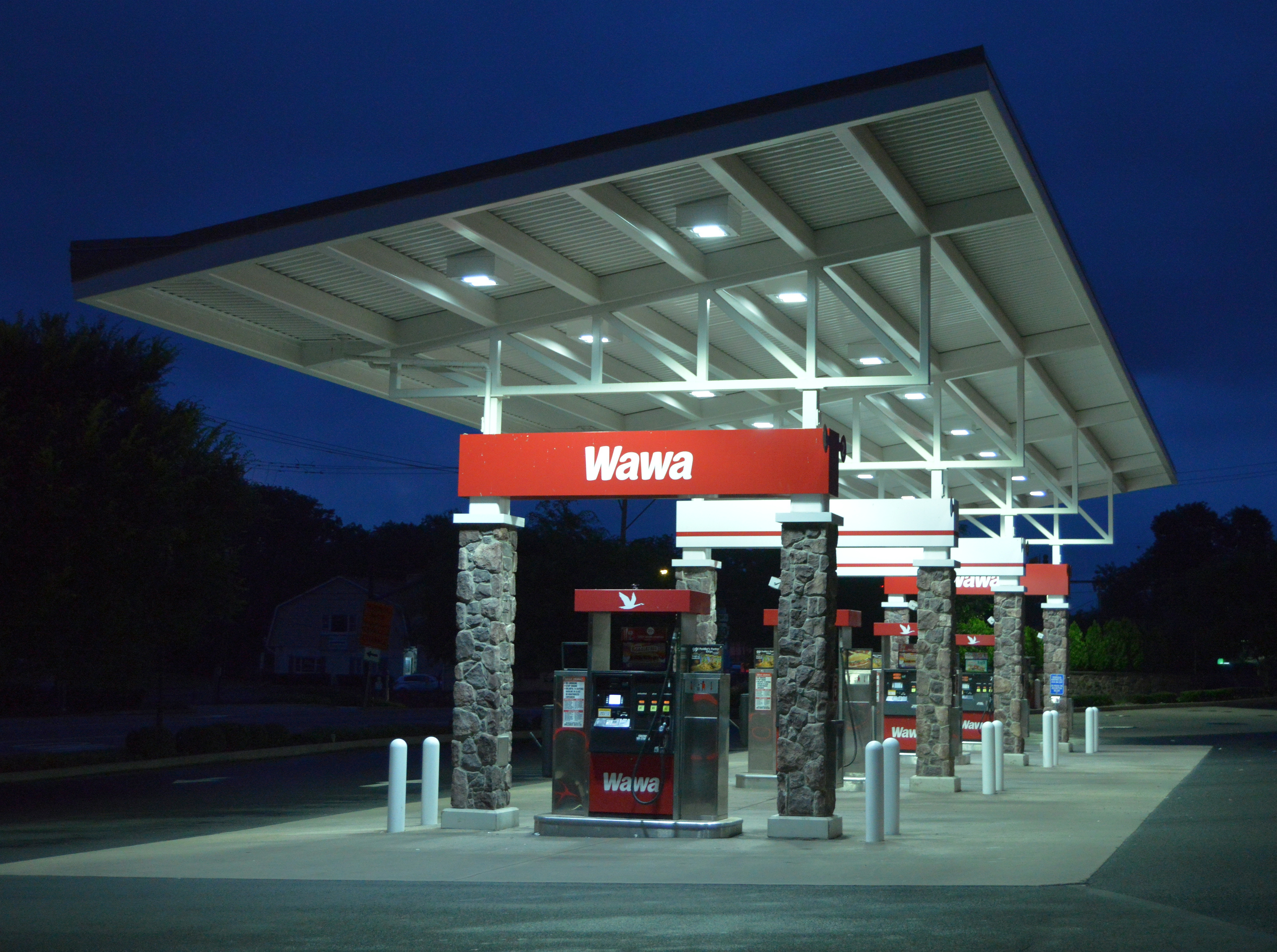
Tankstelle von Wawa

Wawa ist in Pennsylvania, New Jersey, Delaware, Maryland, Virginia, Washington, D.C. und Florida tätig. Der Hauptsitz des Unternehmens befindet sich in Wawa (Pennsylvania), Chester Heights, im Großraum Philadelphia. Im Jahr 2008 war Wawa die größte Convenience-Store-Kette im Großraum Philadelphia und ist nach Acme Markets und ShopRite der drittgrößte Einzelhändler für Lebensmittel im Großraum Philadelphia.

## Geschichte
Wawa begann 1803 als Eisengießerei. 1890 zog George Wood, ein Unternehmer aus New Jersey, nach Delaware County, Pennsylvania; hier gründete er die Wawa Dairy Farm. Wood importierte Kühe von der Insel Guernsey und kaufte 400 ha Land in der Gegend von Chester Heights. Später wurde der Firmensitz in Wawa umbenannt. Da es noch keine Pasteurisierung gab, wurden viele Kinder durch den Verzehr von Rohmilch krank. Wood ließ sich von Ärzten bescheinigen, dass seine Milch hygienisch einwandfrei und sicher für den Verzehr war, was viele Verbraucher davon überzeugte, das Produkt zu kaufen. Die Strategie funktionierte und ermöglichte der Wawa-Molkerei zu wachsen. Die Nachfrage nach Molkereiprodukten stieg in den 1920er Jahren rapide an und damit wuchs auch das Unternehmen. Wawa begann mit dem Slogan „Buy Health by the Bottle“ (Gesundheit flaschenweise kaufen); sie bedienten Kunden in Pennsylvania und New Jersey und lieferten die Milch zu den Kunden nach Hause. Ab den 1960er Jahren kauften die Kunden ihr Milch verstärkt in Geschäften und ließen sie nicht mehr nach Haus liefern. Wawa reagierte und gründete 1964 einen ersten eigenen Lebensmittelladen. Das Unternehmen wuchs weiter und baute eine Kette von Convenience Stores und Tankstellen auf. Im Jahr 2020 wurde das 900. Geschäft eröffnet.